# Назмутдиново
Назмутдиново (баш. Нәжметдин) — деревня в Аургазинском районе Республики Башкортостан Российской Федерации. Входит в состав Степановского сельсовета. 

## География

### Географическое положение
Расстояние до:
- районного центра (Толбазы): 12 км,
- центра сельсовета (Степановка): 3 км,
- ближайшей ж/д станции (Белое Озеро): 42 км.

## Население
| 2002 | 2009 | 2010 |
| ---- | ---- | ---- |
| 63   | ↘56  | ↘54  |

Согласно переписи 2002 года, преобладающая национальность — башкиры (94 %).